# Сирл, Джордж Мэри
| Открытые астероиды: 1 | Открытые астероиды: 1 |
| --------------------- | --------------------- |
| (55) Пандора          | 10 сентября 1858      |

Джордж Мэри Сирл (англ. George Mary Searle; 27 июня 1839 — 7 июля 1918) — американский католический священник, астроном и первооткрыватель астероидов, работавший в обсерватории Дадли. В сентябре 1858 года им был обнаружен астероид (55) Пандора, который стал его первым и единственным открытым астероидом. Кроме того является первооткрывателем 6 галактик. Впоследствии преподавал в «Католическом университете Америки».
В 1905 году Джордж Сирл опубликовал свои идеи по реформированию григорианского календаря. Предлагалось каждый новый год начинать с воскресения, чтобы достичь многолетнего календаря (англ.). В не високосные годы по новому календарю должно было 364 дня или ровно 52 недели, что достигалось бы сокращением количества дней в феврале до 27. А в високосные годы количество недель увеличивалось бы до 53, а количество дней соответственно до 371. Эту дополнительную неделю предлагалось сделать праздничной и добавлять между апрелем и маем. По данной системе високосным считался бы каждый пятый год, за исключением годов, которые были бы кратны 50 и 400. В результате получился бы календарь, в котором в 400-х годах содержалось бы 20871 неделя, что соответствовало бы нынешнему григорианскому календарю.